# 成賛慶
成 賛慶（ソン・チャンギョン、성찬경、1930年3月21日 – 2013年2月26日）は韓国の詩人。忠清南道礼山郡出身。

## 略歴
『60年代の詩話集』の同人 として活動しながら ｢誰も僕のことを｣ ｢ダビンチの独白｣ ｢三神のお婆さん｣などの作品を発表して注目を浴びた。イギリスの現代浪漫主義の詩人であるディラン・トーマス(D. M. Thomas)について研究して、彼から詩的なインスピレーションを少なからず受けた。形而上学派の詩人からの影響も見受けられる。また、韓国の現代詩に対する評論も書いている。

## 主な作品
詩集
- 1966年、『화형둔주곡』(火刑遁走曲)[2]
- 1970年、『벌레소리송』(虫の鳴き声の頌)
- 1982年、『시간음』(時間の吟)
- 1986年、『영혼의 눈 육체의 눈』(魂の目、肉体の目)
- 1989年、『황홀한 초록빛』(恍惚な緑色)
- 1989年、『그리움의 끝을 찾아서』(懐かしさの果てを求めて)
- 1991年、『소나무를 기림』(松ノ木を称する)
- 1995年、『묵극』(黙劇)
- 2006年、『거리가 우주를 장난감으로 만든다』(距離が宇宙をおもちゃにしてしまう)